# (101429) 1998 VF31
(101429) 1998 VF31 — небольшой троянский астероид Марса близ точки Лагранжа L5, в среднем отстающий на 60° от него. Его орбита обладает высокой стабильностью, и первоначально он считался спектроскопически похожим на (5261) Эврика, предполагая, что они оба могут быть исконно марсианскими астероидами.
Спектроскопические наблюдения 2007 года указывают на то, что он имеет большой удельный вес металлов и ахондрита на его поверхности (с или без вклада мезосидерита), что может также указывать на то, что поверхностный реголит претерпел космическое выветривание. Эти наблюдения также показывают различия в спектрах с (5261) Эврика, предполагая, что они могут не быть связаны друг с другом.